# Aymaraes (tỉnh)
Tỉnh Aymaraes (tiếng Tây Ban Nha: Provincia de Aymaraes) là một tỉnh thuộc vùng Apurímac của Peru. Tỉnh Aymaraes có diện tích 4213 km², dân số thời điểm theo điều tra dân số ngày 11 tháng 7 năm 1993 là 28886 người. Tỉnh lỵ đóng ở Chalhuanca.